# Трохановський Симон
Симон Трохановський (? — ?) — український педагог (учитель сільських шкіл), який мешкав у селі Більцарева (за іншими даними селянин із Лемківщини), громадсько-політичний діяч. Був обраний послом до Галицького сейму 1-го скликання у 1861 році (від IV курії округу № 62 Новий Санч — Грибів — Цінжковичі. Його обрання було оскаржене, після визнання повноважень сесією в 1863 р. входив до складу «Руського клубу»).